# Skriveblokering
 Denne artikel bør gennemlæses af en person med fagkendskab for at sikre den faglige korrekthed.

En skriveblokering er en tilstand en forfatter kan komme i. Forfatteren ser sig ikke i stand til skrive, selvom forfatteren ønsker at skrive. Det er almindeligt at få perioder hvor man ikke får skrevet noget selv om man ønsker det.

## Referanceliste
1. ↑  "Skriveblokering hos Pine".{{cite web}}:  CS1-vedligeholdelse: url-status (link)

| Psi | Spire Denne artikel om psykologi er en spire som bør udbygges. Du er velkommen til at hjælpe Wikipedia ved at udvide den. |